# Stefanie Veith
Stefanie Veith (* 20. Jahrhundert) ist eine deutsche Drehbuchautorin.

## Leben
Stefanie Veith wuchs in Düsseldorf auf und absolvierte bis 2007 ein Drehbuch-Studium an der Filmakademie Baden-Württemberg. 2009 gehörte sie zu den Gründern der Drehbuchautorengruppe Schreibkombinat Kurt Klinke in Berlin. 2014 wurde sie für das Drehbuch zu Sitting Next to Zoe mit dem Fritz-Raff-Drehbuchpreis beim Filmfestival Max Ophüls Preis ausgezeichnet. Zu ihren Arbeiten gehören Thriller und Krimi-Fernsehfilme, darunter diverse Tatort-Episoden.
Stefanie  Veith ist Mitglied im Verband Deutscher Drehbuchautoren e. V.

## Filmografie (Auswahl)
- 2013: Sitting Next to Zoe
- 2013: Tot im Wald
- 2014: Kein Entkommen
- 2015: Tatort: Die Wiederkehr
- 2016: Gleißendes Glück
- 2017: Tatort: Nachtsicht
- 2017: Verräter
- 2019: Tatort: Wo ist nur mein Schatz geblieben?
- 2020: Tatort: Die Zeit ist gekommen
- 2022: Tatort: Schattenkinder
- 2022: Tatort: Risiken mit Nebenwirkungen
- 2022: Tatort: Katz und Maus
- 2023: Der Greif (Fernsehserie)
- 2023: Der Schatten (Fernsehserie)
- 2024: Tatort: Letzter Ausflug Schauinsland